# Bivacco De la Sassa – Ceresa
Das Bivacco De la Sassa (oder Bivacco della Sassa, auch bekannt als Bivacco Ceresa und Bivacco Ceresa Stefano) ist eine durch Lawinenabgang seit dem Jahr 2020 zerstörte ehemalige Biwakschachtel des Club Alpino Accademico Italiano im Club Alpino Italiano auf 2979 m s.l.m. Höhe. Es befand sich im nördlichen oberen Teil des Valpelline im Aostatal.

## Geschichte
Das ursprünglich 1929 mit vier Schlafplätzen errichtete Bivacco De la Sassa wurde im Jahr 1988 durch ein größeres und komfortableres Biwak mit 12 Plätzen ersetzt und dem Turiner Alpinisten Stefano Ceresa gewidmet.

## Beschreibung
Das Biwak ist im Eigentum des Club Alpino Accademico Italiano im Club Alpino Italiano und verfügte zuletzt über 12 Schlafplätze. Im Frühjahr 2020 wurde es durch eine Lawine zerstört vorgefunden.

## Zugang
Der Zustieg beginnt im Valpelline. Vom Ortsteil Chamen der Gemeinde Bionaz ausgehend führt der Zugang in ca. dreieinhalb Stunden zunächst über Grand Charmin und die Alp Les Crottes (La Crotta). Dem Weg Nr. 6 folgend wird die Comba della Sassa und im weiteren Anstieg das Biwak erreicht. 

## Aufstiege
Das Bivacco De la Sassa – Ceresa diente als Ausgangspunkt für die Besteigung der Becca Blanchen (3670 m) und Becca des Lacs (3470 m).